# Козловичский сельсовет (Слуцкий район)
Козловичский сельсовет — административная единица на территории Слуцкого района Минской области Республики Беларусь.

## История
Населённые пункты Великая Слива, Волоты включены в состав Исернского сельсовета.

## Состав
Козловичский сельсовет включает 10 населённых пунктов:
- Ближние Бондари — деревня.
- Великая Падерь — деревня.
- Дальние Бондари — деревня.
- Заградье — деревня.
- Козловичи — агрогородок.
- Кублище — деревня.
- Лесуны — деревня.
- Малая Слива — деревня.
- Мерешино — деревня.
- Огородники — деревня.
- Повстынь — деревня.
- Рабак — деревня.
- Ячево — деревня.